# Луковчак
46°13′ пн. ш. 15°49′ сх. д. / 46.21° пн. ш. 15.82° сх. д.
Луковчак (хорв. Lukovčak) — населений пункт у Хорватії, у Крапинсько-Загорській жупанії у складі громади Джурманець.

## Населення
Населення за даними перепису 2011 року становило 228 осіб.
Динаміка чисельності населення поселення:

## Клімат
Середня річна температура становить 9,57 °C, середня максимальна – 23,12 °C, а середня мінімальна – -6,12 °C. Середня річна кількість опадів – 1098 мм.
| Клімат поселення                              | Клімат поселення | Клімат поселення | Клімат поселення | Клімат поселення | Клімат поселення | Клімат поселення | Клімат поселення | Клімат поселення | Клімат поселення | Клімат поселення | Клімат поселення | Клімат поселення | Клімат поселення |
| Показник                                      | Січ.             | Лют.             | Бер.             | Квіт.            | Трав.            | Черв.            | Лип.             | Серп.            | Вер.             | Жовт.            | Лист.            | Груд.            |                  |
| Середній максимум, °C                         | 5,24             | 7,00             | 10,98            | 15,26            | 20,05            | 23,12            | 22,89            | 22,40            | 18,48            | 13,43            | 7,94             | 4,35             |                  |
| Середня температура, °C                       | −0,45            | 1,31             | 5,29             | 9,58             | 14,38            | 17,44            | 19,20            | 18,71            | 14,78            | 9,73             | 4,24             | 0,67             |                  |
| Середній мінімум, °C                          | −6,12            | −4,38            | −0,4             | 3,90             | 8,69             | 11,75            | 15,50            | 15,03            | 11,08            | 6,04             | 0,56             | −3,04            |                  |
| Норма опадів, мм                              | 52               | 57               | 75               | 81               | 94               | 128              | 111              | 107              | 108              | 104              | 102              | 79               |                  |
| Середньомісячна швидкість вітру, м/с          | 1.73             | 1.92             | 2.28             | 2.26             | 2.16             | 1.92             | 1.85             | 1.72             | 1.66             | 1.76             | 1.86             | 1.83             |                  |
| Середньомісячна сонячна радіація, кДж/м²·день | 4107             | 6832             | 10462            | 14793            | 18702            | 20401            | 21201            | 18320            | 13673            | 8563             | 4526             | 3243             |                  |
| --------------------------------------------- | ---------------- | ---------------- | ---------------- | ---------------- | ---------------- | ---------------- | ---------------- | ---------------- | ---------------- | ---------------- | ---------------- | ---------------- | ---------------- |
| Джерело:                                      |                  |                  |                  |                  |                  |                  |                  |                  |                  |                  |                  |                  |                  |